# Bitwa pod Bejrutem
Bitwa pod Bejrutem – starcie między eskadrą włoską a turecką, stoczone 24 lutego 1912 roku, w trakcie wojny włosko-tureckiej, zakończone zniszczeniem eskadry tureckiej.
Akcja była wynikiem obaw włoskich o możliwość zaatakowania ich jednostek transportujących zaopatrzenie do Włoskiej Afryki Wschodniej. Kontradmirał Paolo Thaon di Revel, z krążownikami „Giuseppe Garibaldi” i „Francesco Ferruccio”, typu Garibaldi, został wysłany by zneutralizować to zagrożenie.
Każdy z włoskich okrętów miał 1 działo 254 mm, dwa – 203 mm, 14 – 152 mm i lżejszą artylerię oraz 4 wyrzutnie torpedowe. Były to też okręty stosunkowo szybkie (do 20 węzłów) i dobrze opancerzone (120 mm na pasie burtowym). Stacjonująca w Bejrucie eskadra osmańska składała się ze starego okrętu pancernego, „Avnillah”, rozwijającego 12 węzłów i uzbrojonego w 4 działa 150 mm i 3 – 76 mm, oraz nowego torpedowca „Ankara” (2 × 37 mm, 2 wyrzutnie torped 356 mm, 24 węzły).
Włoska eskadra przybyła pod Bejrut o poranku 24 lutego. Turecki dowódca wysłał łódź z parlamentariuszami, która wróciła z żądaniem oddania obu okrętów w ręce włoskie oraz groźbą otwarcia ognia, jeśli odpowiedź nie zostanie otrzymana przed godziną 9. Nota dowódcy włoskiego dotarła do walego Bejrutu o 8.30 i był on skłonny ulec żądaniom, ale nie zdążył wysłać odpowiedzi, nim krążowniki włoskie wróciły i nie otrzymawszy odpowiedzi, otwarły ogień z dystansu ok. 6 km. „Avnillah” odpowiedział bezskutecznym ogniem, który umilkł po około 20 minutach; 15 minut później na okręcie wybuchł silny pożar, a o 9.45 okręt spuścił banderę, a ocalała załoga ewakuowała się. „Giuseppe Garibaldi” zbliżył się na dystans 600 m i ostrzelał pancernik ogniem dział 76 mm, co nie wyrządziło większych szkód, odpalił więc torpedę, która jednak zeszła z kursu i eksplodowała między lichtugami, zatapiając 6 z nich. Druga okazała się celna i „Avnillah” zatonął na płytkiej wodzie ok. godz. 11, po czym okręty włoskie odpłynęły, by wrócić o 13.45 i zaatakować torpedowiec „Ankara”, który zatonął po trzyminutowym ostrzale przez krążownik „Francesco Ferruccio”.
Straty tureckie, poza obydwoma okrętami, wyniosły 3 oficerów i 55 marynarzy zabitych oraz 8 oficerów i 100 marynarzy rannych z załogi „Avnillah”; ponadto w Bejrucie zginęło 66 mieszkańców, a kilkuset zostało rannych od pocisków włoskich padających na miasto. Inni autorzy mówią o 2 oficerach 49 marynarzach zabitych na pokładzie „Avnillah”, i 140 zabitych i ponad 200 rannych w mieście. Spłonęły składy celne, uszkodzonych lub zniszczonych zostało wiele budynków, w tym kilka banków. W następstwie bitwy, władze otomańskie nakazały wszystkim obywatelom włoskim opuszczenie terenów wilajetów Bejrutu, Aleppo i Damaszku w ciągu dwóch tygodni; ten, w razie konieczności siłowo egzekwowany rozkaz, dotknął niemal 60 tysięcy Włochów.

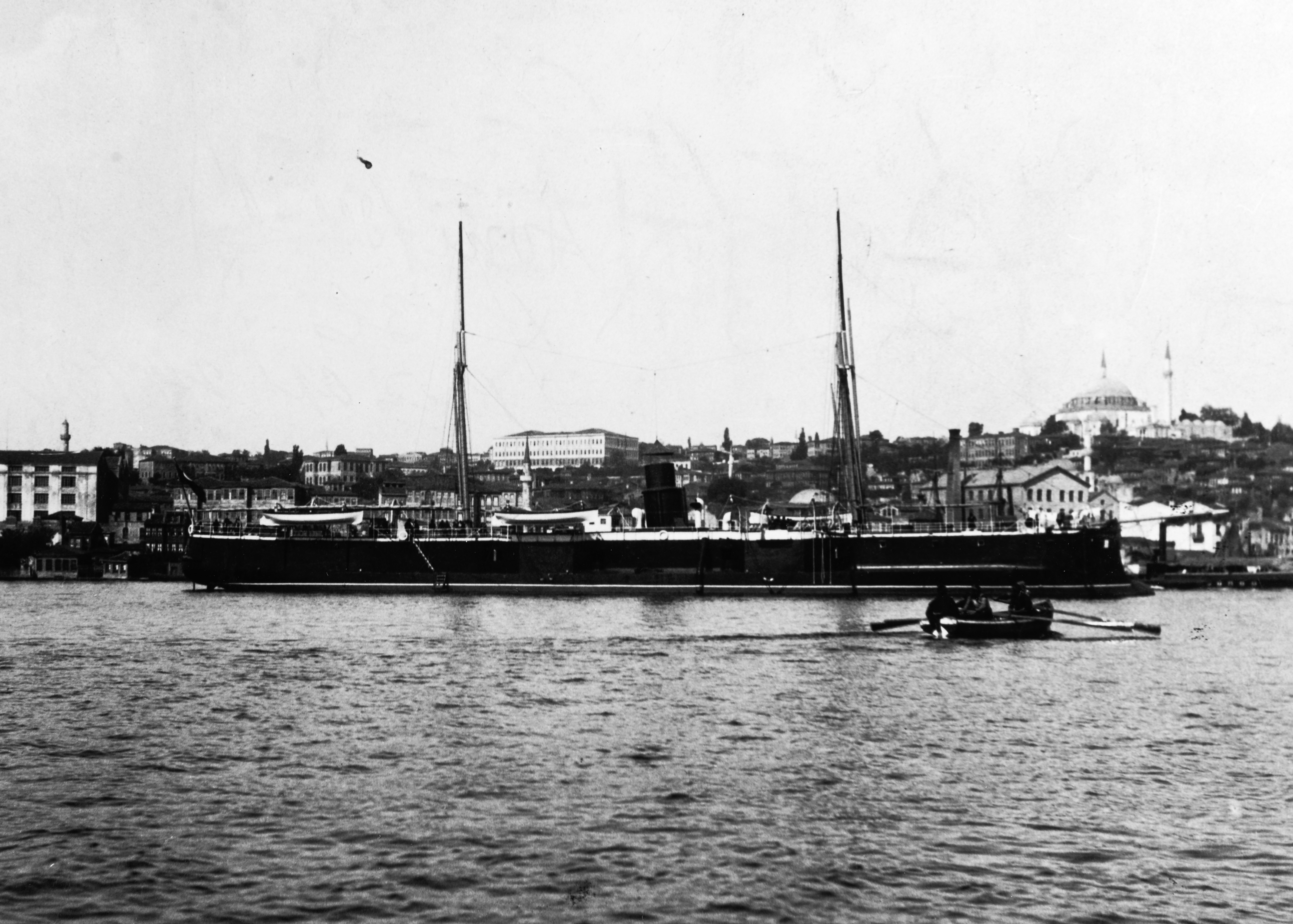
„Avnillah”
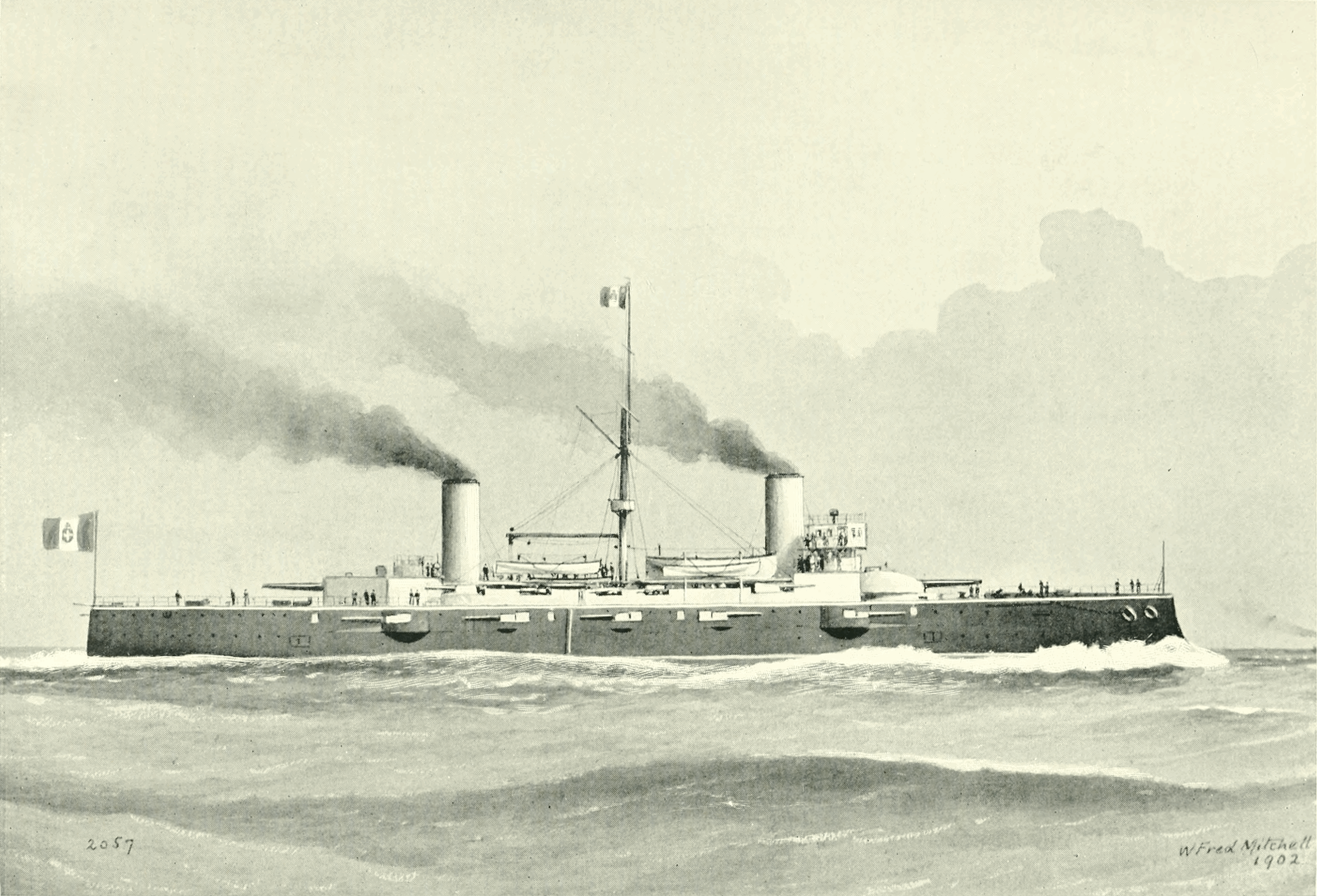
„Giuseppe Garibaldi”
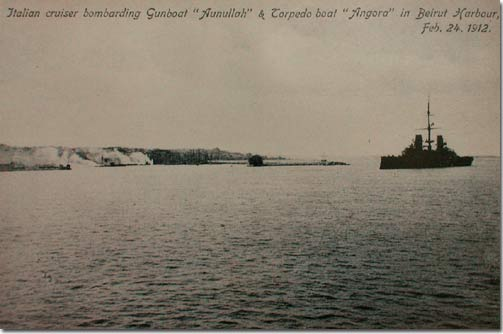
„Garibaldi” ostrzeliwujący okręty tureckie
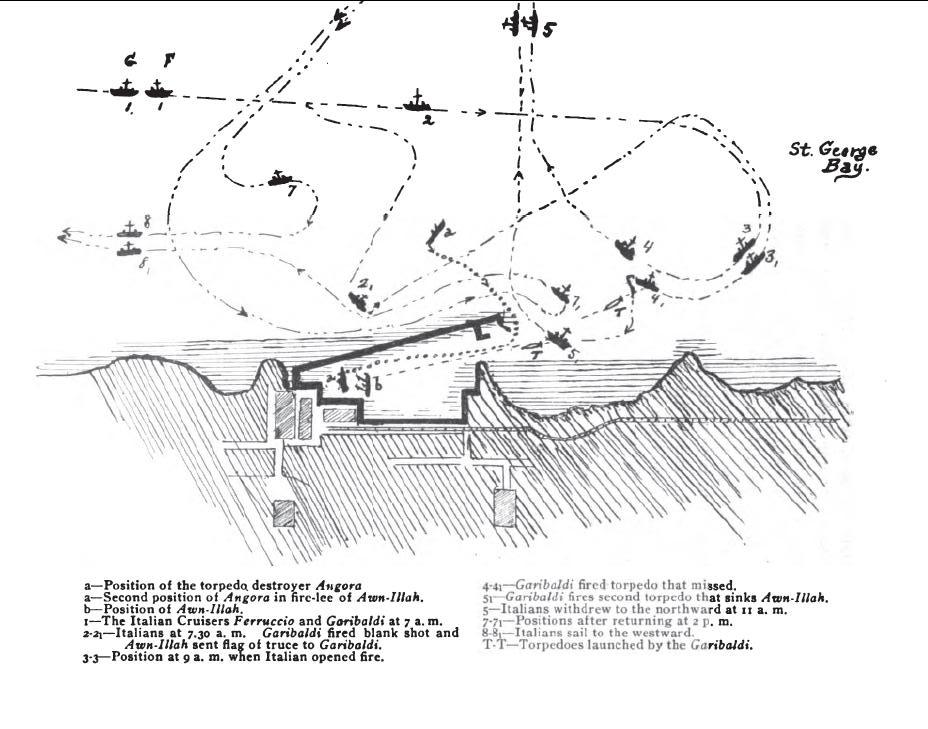
Plan starcia z 1913 roku